# Vitreledonella
Vitreledonella Joubin, 1918 è un genere di molluschi cefalopodi appartenente alla famiglia Amphitretidae. Si tratta dell'unico genere della sottofamiglia Vitreledonellinae.

## Descrizione
Il genere Vitroledonella raggruppa specie di ottopodi completamente trasparenti e dalla consistenza gelatinosa privi di conchiglia e con il mantello non fuso all'imbuto nella parte ventrale, l'apertura del mantello è dunque ampia e unica al contrario di altri membri della famiglia come Amphitretus nei quali si assiste a vari gradi di fusione e nei quali l'apertura è ridotta a due fori laterali. Gli occhi hanno una forma rettangolare a causa della compressione laterale degli stessi e sono diretti lateralmente. È presente una sola fila di ventose sulle braccia. Nel maschio adulto il terzo braccio sinistro è ectocotilizzato e termina con un'escrescenza bulbosa.
La lunghezza totale raggiunge i 45 cm, il mantello può avere una lunghezza di 10 cm.

## Distribuzione e habitat
Il genere ha distribuzione cosmopolita nei mari e gli oceani tropicali e temperati.
Come tutti gli Amphitretidae i suoi membri fanno vita pelagica in ogni stadio. Sono stati catturati da o a 1000 metri di profondità, perlopiù nella zona mesopelagica, su acque molto più profonde al di fuori della piattaforma continentale. I giovanili vivono perlopiù nella zona epipelagica fino a 300 m di profondità. Alcune catture di adulti in acque superficiali durante la notte lasciano pensare che, almeno in alcuni stadi, possa verificarsi una qualche forma di migrazione nictemerale.

## Biologia
Quasi completamente ignota. Osservazioni subacquee indicano che durante l'accoppiamento il maschio avvolge la femmina all'interno della membrana che unisce le braccia. Pare che la femmina incubi le uova tra le braccia fino alla schiusa.

## Tassonomia
Il genere comprende due specie:
- Vitreledonella alberti Joubin, 1924
- Vitreledonella richardi Joubin, 1918